# جواد العطار
جواد العطار وهو سياسي عراقي، يشغل منصب رئيس المجلس السياسي للعمل العراقي. هذا التجمع السياسي يضم مجموعة من التنظيمات والقوى والشخصيات السياسية العراقية أبرزها حركة العمل والتجمع الفيلي الإسلامي وائتلاف الانتفاضة الشعبانية وحركة تركمان العراق، وهو جزء من ائتلاف المواطن.
شغل منصب عضو في الجمعية الوطنية الانتقالية المؤقتة عامي 2004 و2005.